# Rafael Santana
Rafael Francisco Santana de la Cruz (nacido el 31 de enero de 1958 en La Romana) es un ex shortstop dominicano que jugó en las Grandes Ligas de Béisbol y ganó un anillo de Serie Mundial con los Mets de Nueva York en 1986. Actualmente es el scout y supervisor de desarrollo de jugadores de los Medias Blancas de Chicago en la República Dominicana.

## St. Louis Cardinals
Originalmente firmado por los Yankees de Nueva York como amateur en 1976, Santana pasó varios años en su farm team antes de ser canjeado a los  Cardenales de San Luis el 16 de febrero de 1981, por un jugador a ser nombrado más tarde. Los  Cardenales enviaron al lanzador George Frazier a los Yankees en junio para completar la transacción.
Santana sobresalió en el spring training de los Cardenales en 1983, haciendo su debut en Grandes Ligas el 5 de abril en la tercera base  en la temporada de apertura contra los Piratas de Pittsburgh. En 30 juegos, Santana tuvo sólo tres imparables en catorce turnos al bate para un promedio de .214  y dos carreras impulsadas.

## Mets y Yankees
Santana fue puesto en libertad por los Cardenales el 17 de enero de 1984, y firmado ese mismo día con los Mets de Nueva York. Durante la temporada de 1984, jugó 51 juegos con los Mets, bateando .271 con un jonrón y 12 carreras impulsadas para convertirse en el principal sustituto del shortstop titular José Oquendo.
Oquendo fue cambiado junto a Mark J. Davis a los Cardenales de San Luis por Ángel Salazar y John Young durante la temporada baja, haciendo que Santana sea el shortstop regular de los Mets para la temporada de 1985. Respondió con un promedio de bateo de .257 y  un porcentaje de fildeo de .965 para el equipo que terminó con 98 victorias y tres juegos detrás del Card en el Este de la Liga Nacional.
Durante la temporada regular de 1986, apenas bateó .218 con un jonrón y 28 carreras impulsadas, sin embargo, bateando octavo en el orden de bateo, lideró el equipo con doce bases intencionales los lanzadores de los Mets sólo batearon para .123 en la temporada. Santana fue titular durante los 13 partidos de los Mets en la postemporada de 1986, y estableció un récord en la Serie de Campeonato de la Liga Nacional de más outs realizados (13), asistencias (18) y chances accepted (31) por un shortstop en una serie de seis partidos contra los Astros de Houston.
Después de la campaña de 1987 donde estableció un récord personal de jonrones (5) y carreras impulsadas (44) con los Mets, Santana fue cambiado a los Yankees junto a Víctor García por Steve Frey, Phil Lombardi y Darren Reed. Bateó para .240 con cuatro jonrones y 38 carreras impulsadas en 1988. Después de perderse toda la temporada de 1989 por una lesión en el codo, Santana fue puesto en libertad el 7 de noviembre de ese año.

## Cleveland Indians
En enero de 1990, Santana firmó con los Indios de Cleveland, donde jugó 7 partidos y se reunió con sus excompañeros de equipo Keith Hernández, Jesse Orosco, y Stan Jefferson. Después de ser liberado el 25 de abril de ese año, se retiró de las Grandes Ligas a la edad de 32 años.
| Juegos | AB   | R   | Hits | 2B | 3B | HR | RBI | SB | BB  | IBB | SO  | HBP | Avg. | Fld% |
| 668    | 2021 | 188 | 497  | 74 | 5  | 13 | 156 | 3  | 138 | 34  | 234 | 5   | .246 | .969 |

## Carrera como técnico
Después de su carrera como jugador, Santana incursionó en el coaching. Empezó siendo técnico de los Azucareros del Este en la Liga Dominicana de 1992 a 1993. Su  trabajo como técnico por primera vez en los Estados Unidos fue en 1992, con los Baseball City Royals, un farm team afiliado a los Reales de Kansas City perteneciente a la Florida State League (que se encuentra en Davenport, Florida). Santana pasó cuatro temporadas en la organización de los Reales, también ha sido técnico de los Wilmington Blue Rocks de la Carolina League, los Eugene Emeralds de la Northwest League, y los Springfield Sultans de la Midwest League.
Después de esto, Santana trabajó tres temporadas en la organización de los Medias Rojas de Boston, supervisando el programa de los Red Sox Dominican en 1996 y como roving infield instructor y técnico de bateo del equipo de Clase A Lowell Spinners de la New York - Penn League en 1997 y  1998 antes de pasar a los Medias Blancas. Pasó cuatro temporadas como instructor de infield de la liga menor de los White Sox antes de ser promovido al equipo de Grandes Ligas en el mismo puesto y al mismo tiempo que se desempeña como su técnico de primera base para los años 2003 y 2004. Santana volvió a su posición anterior como roving infield instructor en 2005. El 1 de enero de 2006, Rafael Santana fue nombrado mánager de los Winston-Salem Warthogs, su primer trabajo como mánager en los Estados Unidos. La siguiente temporada, Santana asumió el control de los Birmingham Barons por Chris Cron. Actualmente es scout y supervisor de desarrollo de jugadores (player development) de los Medias Blancas en la República Dominicana.

## Vida personal
Santana es miembro de la Mets Alumni Association (Asociación de Antiguos Alumnos de los Mets) junto con otros exjugadores de los Mets, todavía hace apariciones personales en  nombre del equipo. El 19 de agosto de 2006, Santana asistió a una reunión del 20 aniversario del Campeotano de 1986 de los Mets en la Serie Mundial en el Shea Stadium en Flushing, Nueva York, que tuvo lugar antes del juego de esa noche entre los Mets y los Rockies de Colorado.
Santana y su esposa, Gloria, viven en Cabo Coral,  Florida, y tienen tres hijos: Audry, Alexander, y Dhayan. Alexander es un tercera base junior en la Mariner High School de Cabo Coral.